# Jingyuan (Baiyin)
Der Kreis Jingyuan (chinesisch 靖远县, Pinyin Jìngyuǎn Xiàn) ist ein Kreis der bezirksfreien Stadt Baiyin in der chinesischen Provinz Gansu. Er hat eine Fläche von 5.809 Quadratkilometern und zählt 463.300 Einwohner (Stand: Ende 2018).